# Jakub Mieczysław Cunge
Jakub Mieczysław Cunge (ur. 1908, zm. 1942) – polski lekarz neurolog, neuropatolog.

## Życiorys
Syn chirurga Samuela Cunge (1865–1942) i jego żony Hendy Heleny z Krantzów. Tytuł doktora medycyny otrzymał 7 listopada 1932 na Uniwersytecie Warszawskim na podstawie pracy O cytoarchitektonice kory mózgowej japońskiej myszy tańczącej. Następnie był asystentem wolontariuszem w Zakładzie Histologii Prawidłowej. Od 13 listopada 1933 do 11 listopada 1939 był zatrudniony w Klinice Neurologicznej u Kazimierza Orzechowskiego. Wraz z Piotrem Słonimskim opisał nową metodę barwienia naczyń w korze mózgu.
Podczas okupacji niemieckiej został przesiedlony do getta warszawskiego z rodzicami i rodziną. Zginął w 1942 roku.

## Prace
- Ectopia sinus urogenitalis persistentis u noworodka. Folia Morphologica 4 (3-4), ss. 148-163, 1933
- O cytoarchitektonice kory mózgowej japońskiej myszy tańczącej: praca dla uzyskania stopnia doktora medycyny, złożona na Wydz. Lekarskim Uniw. J. Piłsudskiego i przyjęta na posiedzeniu Rady Wydziału, 1936
  - La cytoarchitectonique de l'écorce cérébrale chez la souris dansante japonaise. Kraków 1936
  - Über die Cytoarchitektonik der Grosshirnrinde der japanischen Tanzmaus. Polska Akademia Umiejętności, 1936
- (razem z Piotrem Słonimskim) Nowa metoda wybiórczego barwienia naczyń mózgowych
- Anomalie rozwojowe zatoki moczowo-płciowej u człowieka
- O cytoarchitektonice kory mózgowej człowieka w świetle najnowszych badań. Warszawskie Czasopismo Lekarskie 10 (23, 24) ss. 524-526, 549-551, 1933
- O teorji plastyczności i jej znaczeniu dla fizjologji i psychologii. Kosmos s. 63, 1936
- Dreszer R, Cunge M. Obrazy naczyniowe, uzyskane metodą Słonimskiego-Cungego, w niektórych schorzeniach neurologicznych (Doniesienie tymczasowe). Folia Morphologica 8 (1-2), ss. 105-117 + 2 tabl., 1937/1938
- Przypadek wzrostu karłowatego typu przysadkowego, pochodzenia urazowo-mózgowego. Medycyna 12 (9), ss. 35-351, 1938
- Prof. Maksymilian Rose i Jego dzieło. Wspomnienie pośmiertne. Medycyna 12 (2), s. 39-42, 1938
- O pochodzeniu układu współczulnego. Warszawa: Societas Scientisrum Varsaviensis, 1939